# دی‌هیدرومورین
دی‌هیدرومورین (به انگلیسی: Dihydromorin) با فرمول شیمیایی C۱۵H۱۲O۷ یک ترکیب شیمیایی با شناسه پاب‌کم ۵۴۵۸۷۱۴ است. که جرم مولی آن ۳۰۴٫۲۵ g/mol می‌باشد. 